# Oberahr
Oberahr település Németországban, Rajna-vidék-Pfalz tartományban. Lakosainak száma 561 fő (2023. december 31.).

## Népesség
A település népességének változása:
| Lakosok száma | 367  | 555  | 549  | 564  | 564  | 561  |
|               | 1975 | 2017 | 2019 | 2021 | 2022 | 2023 |